# Тета (слово)
Тета, грчки θῆτα (велико слово Θ или ϴ, мало слово θ или ϑ) је осмо слово грчког алфабета. У систему грчких цифара има вредност 9. Изведено је од феничанског Тет . Слова која су настало је раноћириличко фита.

## Употреба

### Математика и физика
Користи се за означавање: 
- температурног потенцијала у метеорологији
- угла

### Екологија
Користи се за означавање:
- Дана Земље.